# Welcome to the Hellmouth
"Welcome to the Hellmouth" Es el episodio estreno de la serie Buffy the vampire slayer. Este episodio y The Harvest se estrenaron originalmente como un episodio dividido en dos partes. Ambos fueron escritos por el creador y productor ejecutivo de la serie Joss Whedon. La narración sigue de cerca a Buffy Summers en su primer día en su nueva escuela, donde espera vivir como una adolescente normal, pero sus obligaciones y su destino como cazadora no la dejarán en paz. El Maestro amenaza con liberarse y Buffy debe recurrir a la ayuda del misterioso nuevo bibliotecario de su escuela y sus recientes amigos. El episodio es traducido al español como Bienvenido a la boca del infierno tanto en España como en América Latina.

## Argumento
En medianoche, una pareja de adolescentes allanan una escuela secundaria sin ningún otro propósito más que acostarse. No obstante, la rubia comienza a manifestar una incomodidad por lo aterrador que es el lugar, aunque es apaciguada por su novio quien afirma que están solos. Acto segudio la chica, más confiada, se transforma en un vampiro y mata al chico.
Al día siguiente Buffy Summers (Sarah Michelle Gellar) tiene terribles pesadillas sobre vampiros hasta que es despertada por su madre, quien la lleva a su primer día de clases en la escuela secundaria Sunnydale.
En el despacho del director Flute (Ken Lerner), Buffy intenta simpatizar con este, pero el hombre no sabe escuchar y solo se limita a darle la bienvenida. Buffy deja el despacho y se tropieza con otro estudiante, dejando caer todo el contenido de su bolsa al suelo. Xander (Nicholas Brendon) lo ve y ayuda a Buffy, presentándose. Ella se marcha, dejando olvidada una estaca. Xander la recoge, pero ella ya se ha marchado. En la clase de historia, Buffy conoce a la chica superficial de la escuela, Cordelia Chase (Charisma Carpenter), quien más tarde le hace un test a Buffy. Para horror de Buffy, Cordelia humilla a una incómoda Willow (Alyson Hannigan) en la fuente de agua. Dentro de la biblioteca, el Señor Giles (Anthony Head) le enseña un libro en cuya página principal se puede leer la palabra "Vampiro", después de afirmar saber quién era. Una Buffy sorprendida se apresura a salir de allí.
Buffy, Willow, Jesse McNally (Eric Balfour) y Xander se encuentran durante el receso, y Xander le devuelve su estaca. Buffy alega que es un método de defensa en Los Ángeles. Cordelia aparece y le dice a Buffy que la clase de Gimnasia ha sido cancelada debido a la muerte de un chico, encontrado en el casillero de Aura. Buffy le pregunta si había marcas en el cuerpo, asustando a Cordelia. Buffy se ve forzada a ir a los vestidores y examina el cuerpo, que resulta ser el mismo que la vampiresa mató la noche anterior.
Buffy regresa a la biblioteca y se enfrenta a Giles, quien le informa que él es su nuevo Vigilante. Buffy se niega a aceptar su regreso como Cazadora, ya que debido a eso tuvo que irse de su anterior instituto y le costó su vida social. Después de dejar la biblioteca, Xander aparece de detrás de las estanterías, habiendo escuchado toda la extraña conversación.
Esa noche, en ruta a su primera visita al Bronze, el local de moda del lugar, Buffy se encuentra con un misterio y apuesto muchacho (David Boreanaz), quien le advierte que está viviendo en la Boca del Infierno que está a punto de ser abierta, y que "La Cosecha" está a punto de llegar. También le entrega una cruz plateada.
En el Bronze, Buffy se encuentra con Willow y la anima a ser más abierta y flexible con los muchachos por lo corta que puede ser la vida. Buffy se encuentra también con Giles y le cuenta lo que le dijo el misterioso muchacho. Giles le dice que debe aprender a perfeccionar sus habilidades para sentir la presencia de vampiros en cualquier lugar. Pero la chica reconoce a uno fácilmente por la forma "primitiva" de vestirse y, por si fuera poco, el vampiro resulta haber elegido a Willow como su víctima. Buffy corre para alcanzarlos, mientras se alegra de solo enfrentarse a un vampiro. En ese mismo momento se le ve a Jesse hablando con la vampiresa rubia. Buffy es detenida por Xander, a quien ella convence para que le ayude a buscar a Willow.
Mientras tanto, bajo las calles de Sunnydale, El Maestro (Mark Metcalf) es despertado por vampiros menores de un largo sueño para preparar la Cosecha.
El nuevo conocido de Willow la lleva a una cripta en un cementerio, donde se encuentran con la vampiresa y un Jesse "probado". Buffy y Xander llegan, y Buffy mata al vampiro de Willow. Xander y Willow ayudan a Jesse, quien ha despertado, huyendo. Luke (Brian Thompson), un sirviente del maestro aparece para enfrentarse a Buffy. Luke lanza a Buffy contra una tumba mientras recita una de sus frases, acto seguido se prepara para morderla.

### Reparto
- Sarah Michelle Gellar como Buffy Summers.
- Nicholas Brendon como Xander Harris.
- Alyson Hannigan como Willow Rosenberg.
- Charisma Carpenter como Cordelia Chase.
- Anthony Stewart Head como Rupert Giles.

### Estrella invitadas
- Mark Metcalf como El Maestro (Buffyverso).
- David Boreanaz como Angel (Buffyverso).
- Ken Lerner como Director B. Flutie
- Kristine Sutherland como Joyce Summers.
- Brian Thompson como Luke.
- Julie Benz como Darla.
- J. Patrick Lawlor como Thomas.
- Eric Balfour como Jesse McNally.

### Co-Reparto
- Persia White como Aura.
- Natalie Strauss como La profesora.
- Carmine Giovinazzo como Luke.
- Amy Chance como Aphrodesia.

## Doblaje

### México
- Buffy: Yanely Sandoval
- Rupert Giles: Carlos Becerril
- Xander: Rafael Quijano
- Willow: Azucena Martínez
- Cordelia: Clemencia Larumbe

### Voces Adicionales
- Miguel Reza
- Gaby Ugarte
- Luis Daniel Ramírez
- Isabel Martiñon
- Erica Edwards
- Cristina Hernández

## Música
- Nickel - "1000 Nights" (música en el Bronze).
- Nickel - "Stupid Thing" (música en el Bronze).

## Producción
El creador de la serie, Joss Whedon, quería incluir al actor Eric Balfour en los títulos de inicio de la serie, para poder sorprender al público cuando su personaje muriera. Desafortunadamente, la serie no podía afrontar el gasto extra de esos títulos en ese momento. Sin embargo, el deseo de Whedon fue concedido en la sexta temporada (Seing Red) con el personaje de Amber Benson, Tara Maclay.
Ciertas escenas, como la discusión entre Giles y Buffy en la biblioteca, y el primer encuentro entre Buffy y Angel, fueron grabadas nuevamente seis meses después de que el primer episodio fue grabado. Whedon decidió hacer a Buffy menos enfadada y más vulnerable, para gran disgusto de Sarah Michelle Gellar. Whedon quiso tomarle el pelo diciéndole que volverían a grabar las escenas una tercera vez.
El instituto usado para las escenas exteriores y algunas escenas interiores en la serie es el Instituto Torrance, el mismo instituto usado para la serie Sensación de Vivir.
Brian Thompson, quien hace el papel del vampiro Luke, regresa a la serie en la segunda temporada con un personaje diferente, el Juez, en "Sorpresa" e "Inocencia".
- Datos: Q2902031